# James Cran
James Douglas Cran, född 28 januari 1944 i Kintore i Skottland, död 2023, var en brittisk konservativ politiker. Han var parlamentsledamot för valkretsen Beverley and Holderness i norra England 1987-2005.